# Aszaszinok

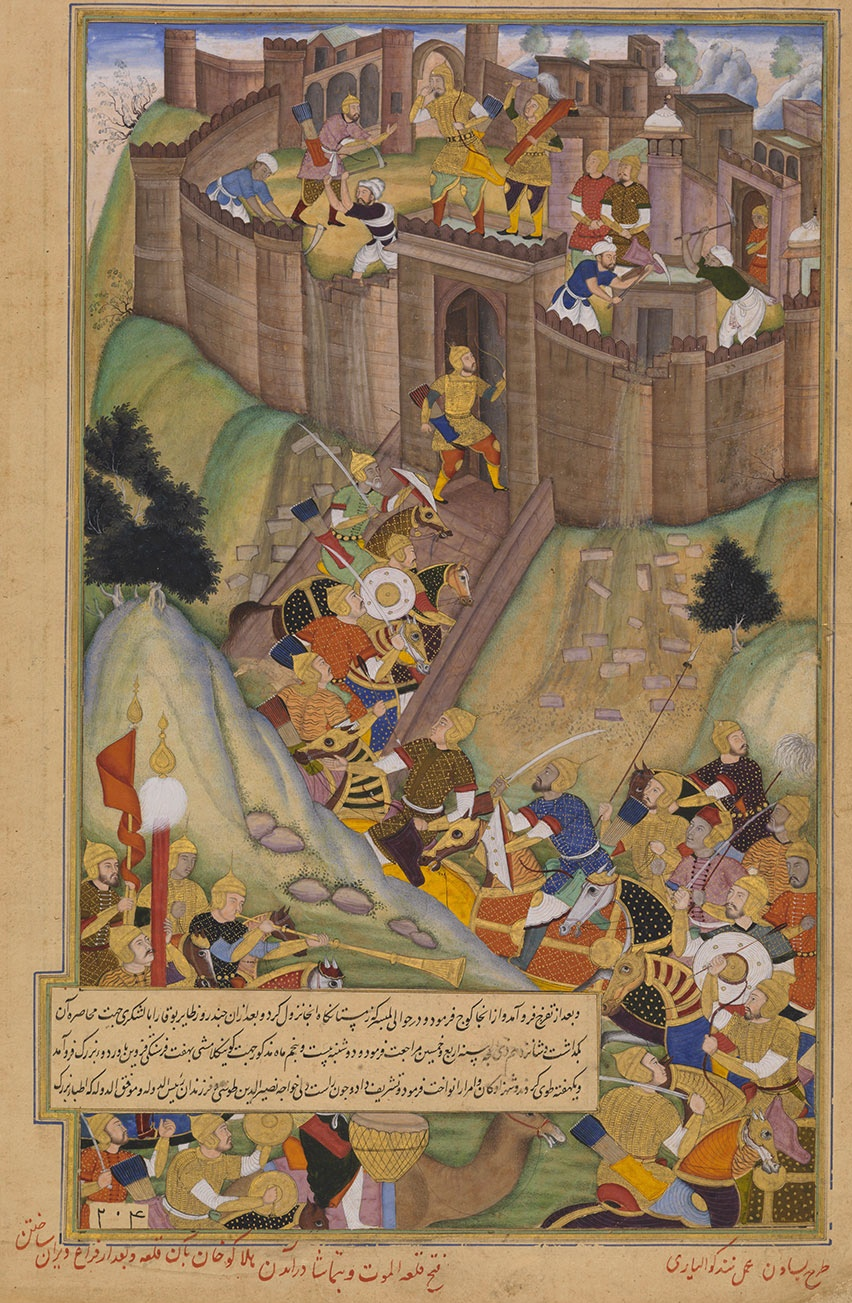
Az aszaszin erőd, Alamut

Az aszaszinok az iszlám iszmáilíta síita felekezetének nizárita ágához tartozó vallásos közösség volt a keresztes háborúk korában. A közösség alapítója Haszan-i Szabbáh volt. Mai leszármazottaik a IV. Aga Kán vezette nizáriták.
Maga az "aszaszin" elnevezés egy (vitatott) etimológia szerint a „hasisfogyasztó” jelentésű arab hasísín szóból ered, amelyet a nizáritákat eretnek szektának bélyegző muszlimok gyalázkodó értelemben használtak a közösség tagjaira. A nizáritákat befeketítő leírásokból és beszámolókból táplálkozó, középkori európai történetírók tovább szőtték a róluk keringő legendákat, ennek köszönhetően a világ sok nyelvében megnevezésük az orgyilkosok köznevévé vált. Habár a nizáriták harcmodora vitathatatlanul magába foglalta a politikai merényleteket, az orgyilkosság közkedvelt és elterjedt forma volt mind a Közel-Kelet, mint Európa területén, hírnevükből kifolyólag pedig kézenfekvő volt minden merényletet az aszaszinok munkájának betudni. Az aszaszin legendák túlzó mivoltát példázza a tény, hogy a  Közel-Keleten alakult keresztes állam vezetői közül a nizárita orgyilkosok kevesebb mint öt főt ölhettek meg.
Napjainkban is vannak olyan, némileg merész hipotézisek, melyek az iszlamista terrorizmust és öngyilkos merényletek motivációit az aszaszinokra vezetik vissza, azonban igen nehéz a párhuzamot kimutatni.

## A nizárita közösség megalakulása
A közösség története az iszmáilita felekezeten belüli, 1070-es években kiütköző viszállyal veszi kezdetét, amely keretei közt a  fátimida kalifa, al-Musztanszir Abú Tamim Maadd legidősebb fiát, Abu Mansur Nizárt jelölte meg utódjaként. A fátimida teljhatalmú vezére és hadura, Al-afdal a kalifa legkisebb fiát, Abul-Qasim Ahmadot juttatta trónra. Az iszmáilita felekezet így két pártra szakadt, a trónfosztott  Nizár mellett továbbra is kitartó hívek "nizáriták" néven megszakították a kapcsolatot a fátimidákkal. A perzsiai születésű Haszan-i Szabbáh ekkoriban állt a Perzsia területén élő iszmáiliták élére, Nizár pártján.
Maga Haszan-i Szabbáh fiatalon csatlakozott az iszmáilitákhoz, missziós tisztséget szerezve, majd további három évig Egyiptomban tanult. Az ezt követő kilenc évben titkos iszmáilita da'iként, azaz vallásos vezetőként járta Perzsiát, hogy megszervezze az ellenállást a térségbe korábban betörő szeldzsuk törökök ellen. Gondosan kiválasztotta a forradalmi mozgalom során főhadiszállásként használható erődöket, amelyek közül választása az Alburz-hegység központi területén elhelyezkedő Alamút erődjére esett. Módszeresen helyreállította a várat, csaknem bevehetetlenné téve azt. Emellett megjavítva és kibővítve a völgy öntözőrendszerét, új csatornákat ásatott ki és sok fát ültettetett (feltehetően ez szolgált a "Paradicsomi kert" legendájának alapjául). Számos további erődöt is megerősített, illetve építtetett Észak-Perzsiában és Észak-Khurászánban. Mikor az iszmáilita felekezeten belüli szakadás megtörtént, Haszan követőivel együtt Nizár pártjára állt, az őt követő perzsiai, iraki és szíriai közösség pedig követte.
A nizáriták így Szíriában és Perzsiában erősítették meg befolyásukat, 1122-ben pedig heves vitába bocsátkoztak az ellentáborral, akik a Kairó palotájában tartott gyűlésen meg kívánták erősíteni az időközben elhunyt Ahmad és annak ötéves fia, al-Amir trónigényét, egyúttal megcáfolni Nizárt és utódainak jogcímét. A gyűlésen elhangzottakat egy al-Amiriyya (magyarul "al-Amir útmutatása") című iratban hozták nyilvánosságra, amely a nagy felzúdulást váltott ki a nizáriták közt, akik megírták annak cáfolatát. Ezt al-Amir egy második nizárita-ellenes traktátusában bírálta, amelyben először olvasható az al-Amir által a nizáritákra alkalmazott hasisiyya kifejezés, jóllehet, ennek bármiféle értelmezése nélkül.
1130-ban a nizárita fanatikusok meggyilkolták al-Amirt, a fátimidák uralma alatt álló iszmáiliták közt további szakadások következtek be, 1171-ben pedig a szunnita Szalah ad-Dín véget vetett a fátimida uralomnak. A nizárita irányzat mindeközben egyre népszerűbbé vált Szíriában, amely közösségek megszervezésére Haszan további da'ikat küldött, akik az általa kidolgozott harcmodort követve a stratégiailag fontos erődök elfoglalására törekedtek. Ez Szíriában sokkal nehezebb feladatnak bizonyult, mint Perzsiában, ennek ellenére a nizáriták számos várat a birtokukba vettek, többek közt Kadmúsz, al-Khaf és Maszjáf erődjét. Ezek az erődök, a perzsiai várakkal együtt egyszerre szolgáltak a nizárita közösség lakhelyéül, menedékéül, valamint katonai központjául.

## Harcmodoruk
Haszan elsődleges politikai célja a Szeldzsuk uralom és annak haszonélvezője, az Abbászida Kalifátus megdöntésére irányult. A jelentős katonai hátrányban lévő és szétszórt nizáriták megfélemlítő hadviselésre kényszerültek: csatáikat túlnyomórészt nem seregek, hanem lelkes, fiatal hívekből toborzott ügynökök, azaz fida'iok (amelynek magyar jelentése körülbelül "Istenért vállalt áldozat) vívták meg, akiknek a vezetőjük és közösségük iránti tanúsított áldozatkészségük és engedelmességük vezetett a tudatmódosítószerekkel és a Paradicsom ígéretével elkábított, magasan képzett gyilkológépek legendájának megszületéséhez. Az orgyilkosságok célja ellenfeleik megtámadásuktól való elrettentése, vagy a közösségüket ért fenyegetés megtorlása volt. Noha a fida'iokat Szíriában egy ideig különítményekbe szervezték, nem bizonyított, hogy ezeket az ügynököket bármilyen komolyabb felkészítésben részesítették volna, leszámítva, hogy álruhában szegődtek leendő áldozataik szolgálatába. Kiképzésükről kevés adat áll a rendelkezésünkre. A fida'i azonban kifejezetten a megfélemlítésre törekedett, amit magasrangú áldozata nyilvános meggyilkolását jelentette, bizonyítva, hogy a nizáriták keze bárhová elér. Ennek érdekében azonban ügyelt rá, hogy a tettét szükségtelen vérontás és járulékos áldozatok nélkül hajtsa végre. A megfelelő hatást kiváltó, nyilvános hely és az áldozat testőrségének köszönhetően a fida'iok ritkán élték túl küldetésüket. Az elesett ügynökök dicsőítő tábláját és a küldetések listáját Alamúton kívül számos nizárita erődben is összeállították és megőrizték.
Az ellenfeleik és a tőlük tájékozódó keresztény történetírók leírásain kívül semmiféle bizonyíték nem támasztja alá a feltevést, hogy a fida'iok hasis, vagy bármilyen tudatmódosító szer hatása alatt álltak volna, épp ellenkezőleg: a küldetések végrehajtásáshoz higgadt és megfontolt jellemet, és természetesen józanságot követelt meg. Tekintettel arra, hogy az orgyilkosság volt a nizáriták elsődleges fegyvere, a korban elkövetett csaknem összes politikai merényletet nekik tulajdonítottak. Ennek köszönhetően a muszlim többség és politikai ellenfeleik állandó bírálatának tárgyává váltak, az ellenük indított Szeldzsuk hadjáratokban pedig számos iszmáilitát (vagy annak vélt személyeket) lemészároltak egy-egy nizáritáknak tulajdonított gyilkosság után, azonban a csatamezőn, köszönhetően a megerősített erődöknek, alulmaradtak.
Céljaik elérése érdekében a nizárita vezetők gyakran váltak a keresztes államok szövetségeseivé. Ezek közé tartozik az inabi csata, amely során a felekezet katonái Ali ibn-Vafa vezetésével Poitiers-i Rajmund oldalán szálltak szembe Núr-ad Dín seregével és estek el az ütközetben.

## A "Hegyi Öreg", Rasíd ad-Dín Szinán
Rasíd ad-Dín Szinán, akit a keresztény krónikák a Hegyi Öreg néven emlegettek, egy szíriai da'i volt, akinek nevéhez számos legendát fűztek. Szinán volt, aki megerősítette a szíriai nizárita erődöket és rendkívül körültekintően használta fel a fida'iokat céljai eléréséhez, amely a nizárita közösség biztonságának és politikai függetlenségének megőrzése volt. Békés viszonyt ápolt a Jeruzsálemi királysággal és annak báróival, azonban annál ellenségesebb kapcsolat fűzte a Templomos és johannita lovagrendhez, amelyek közül előbbieknek jelentős összegű sarcot is fizetett. Miután Szalah-ad Din szultán megdöntötte a Fátimida kalifátust és erőszakos, Iszmáilíta-ellenes politikába kezdett, Szinán emberei kétszer is merényletet kíséreltek meg ellene, azonban az uralkodó ezeket túlélte. Később Szalah-ad Din és Szinán békét kötöttek, a felekezet és a szultán utódai közt pedig baráti viszony alakult ki.

## Tudomány és kultúra
Figyelemreméltó teljesítmény, hogy a nizáriták kicsiny, hegyvidéki erődök és az azok közelében álló falvak és kisvárosok lakosságából álló, szétszórt közössége egy szorosan összetartó, katonailag, társadalmilag, politikailag jól megszervezett, erős államot voltak képesek fenntartani a felettébb ellenséges környezetben. Az erődök megerősítésére és a vízellátás megoldására alkalmazott megoldások módfelett találékonyak voltak, ami bizonyítja, hogy a nizáritákat semmiképp sem lehet "orgyilkos szektaként" lealacsonyítani.

Emellett a nizáriták különösen érdeklődtek a tudományok iránt, annak ellenére, hogy ők maguk folyamatos harcban álltak a túlélésükért. Alamútban és számos további erődben hatalmas könyvtárakat tartottak fent, amelynek gyűjteményei saját krónikáik mellett más iszmáilita és nem iszmáilita felekezetek munkáit is magukba foglalták, valamint a nizárita közösség más felekezethez tartozó tudósok munkáját is támogatta, könyvtáraik pedig minden muszlim és zsidó tudós számára nyitva álltak. 

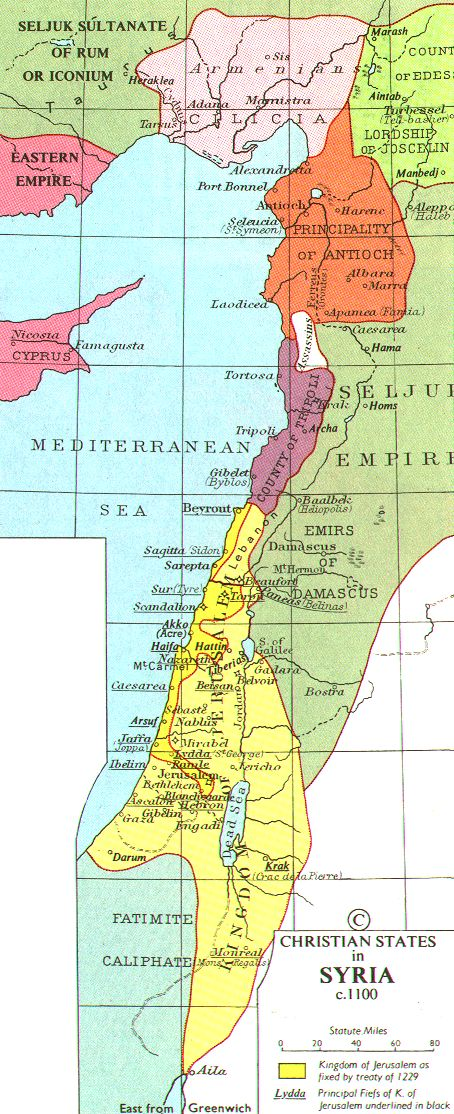
A keresztesek államai, a közép felett valamivel a Maszijaf körül az aszaszinok ellenőrizte területek.

## Aszaszin legendák
Az aszaszin legendák egyik leghíresebbikének forrása Marco Polo népszerű úti beszámolója lehetett. Polo állítólag 1273-ban ellátogatott Alamútba. Ezt a történetet általában fikciónak tekintik (különösen azért, mert más források szerint Alamútot 1256-ban elpusztítottak a mongolok). Több Európába visszatérő keresztes számolt be az aszaszinok Maszjaf-beli vezetője, a „Hegyek Vénje” néven emlegetett Rásíd ad-Dín Szinán ügyeiről. Tudelai Benjámin Marco Polo előtt száz évvel készült úti beszámolója is megemlékezett az aszaszinokról, és vezetőjükről, „az Öregről”. Szerinte az aszaszinok központja Kadmúsz volt.

### Az aszaszinok Tolnai Világtörténelme alapján
„Az aszaszinok különös, fanatikus rendjét, amelynek a kötelessége a gyilkolás volt, pár évvel a keresztes háborúk előtt, alapította Perzsiában egy zavarodott lelkű, tébolyodott Haszan nevű próféta. E köré az eszelős szent köré sok pap és számos erős ifjú és férfi sereglett, hogy szót fogadjon a tanításának, amely úgy szólt, hogy az iszlám ellenségeit orgyilkossággal, méreggel és fojtogatással is pusztítani kell. Csakhamar a rablók és gyilkosok veszedelmes rendjévé vált az aszaszinok gyülekezete. A hegyek között, egy megközelíthetetlen sziklavárban lakott a rend feje, a félelmetes Saykh al-Gabal, magyarul a Hegyi Öreg. Ő adta ki a parancsokat a gyilkolásra, és az ő várába hordták össze a prédára került kincseket. Az ifjút, aki belépett a rendbe, először is elkábították a kender leveléből készült hasis nevű bódítószerrel, amelytől elkábulva olyan kéjes gyönyörű látomásokat láttak, amilyeneket az ópiumhasználók is látnak. Amikor azután felébredtek a hasis okozta mámorból, akkor elhitették velük, hogy az alatt az idő alatt a paradicsomban voltak és oda csak akkor fognak visszajutni, ha a hitetlenekkel való küzdelemben pusztulnak el. A hasisról nevezték el őket hasisimnak és ebből, formálták az Ázsiába jutott európaiak az aszaszin szót. Az aszaszinok csakhamar a rémei lettek egész Kis-Ázsiának, Szíriának és Arábiának, sőt távolabbi vidékeknek is. Az egyszer megízlelt paradicsomi gyönyörűségre való vágyakozás elfeledtetett velük mindent, csak a fogadalmukat nem, hogy irtani fogják az iszlám ellenségeit. Leginkább éjjel dolgoztak és egyetlen tőr volt a fegyverük. Mivel minden testi ügyességben szinte boszorkányos nagy fokra tettek szert, be tudtak lopózni az ellenség táborába, lakásaiba, sőt váraiba is. Az éjszaka leple alatt orvul meggyilkoltak mindenkit, akihez eljutottak. Sokszor a legbiztosabbnak vélt helyeken is tucatjával találtak reggelenként álmukban szíven szúrt keresztényeket. Ha pedig elfogtak egy aszaszint, néma maradt a legpokolibb kínzások alatt is, a halált pedig mosolyogva várta, mert hitte, hogy újra megnyílnak előtte a paradicsom kapui. Csakhamar több sziklavárat is építettek, megközelíthetetlen fészkeket és rettenetes hatalmukat megsínylette egész Ázsia. A Hegyi Öreg egy idő után úr akart lenni az egész muszlimok lakta földön, és sorra legyilkolta azokat a szaracén vezéreket, akik nem engedelmeskedtek parancsának. Saját magukat az aszaszinok fidá'inak nevezték, ami körülbelül rajongót jelent.”

## Magyar vonatkozás
Amikor 1217-ben II. András magyar király VI. Lipót osztrák herceggel szövetségben keresztes hadjáratot vezetett a Szentföldre, 300 magyar lovas katona vállalkozott arra, hogy legyőzi az aszaszinokat. A katonák ezt meg is próbálták, de az aszaszinok  legyilkolták őket, úgy, hogy csak hárman tértek vissza.
Yaqut al-Hamawi középkori arab történész állítása szerint a 10-13. században Magyarországon élő Böszörmények iszmáilita nizárita muszlimok voltak, akik zsoldosként tevékenykedtek a magyar király megbízásából, egészen Könyves Kálmán uralkodásáig, amikor is az inkvizíció felszámolta a közösségüket.